# 近鉄1000系電車
近鉄1000系電車（きんてつ1000けいでんしゃ）は、近畿日本鉄道（近鉄）の保有する一般車両（通勤形電車）である。1810系と同系の車体に2200系の走行機器を流用した旧性能車として登場し、後に高性能車へ改造された。電算記号はT（0番台）。
当初はラインデリア装備の1000系と新造冷房車の1200系（初代）の2系列で構成されていたが、1000系の冷房化改造に伴って1200系は1000系に編入された。本項ではこの初代1200系についても記述する。また、解説の便宜上、宇治山田・鳥羽方先頭車の車両番号+F（Formation=編成の略）を編成名として記述（例：モ1001以下4両編成=1001F）する。

## 登場までの経緯
伊勢湾台風からの復旧工事と合わせて改軌工事が実施された1959年末以降の名古屋線には、20 m級4扉車体を備えるWNドライブ車である1600系、続いてその改良後継系列である1800系・1810系が順次投入され、輸送の近代化が図られた。
一方、改軌後の名古屋線急行では、1970年に1810系と同等の片側4扉車体に対面式固定クロスシートの車内設備を備えた2600系が投入されており、改軌以前からの急行車であった6301系や6311系を主体とする18 m級車に加え、これまで大阪線で長らく急行運用に充当されてきた、20 m級の2200系・2227系が大阪線からの直通運転を中心に、2250系や6421系・6431系といった吊り掛け駆動方式を採用する旧世代の19 m・20 m級特急車も格下げにより急行運用へ転用されるようになったが、2200系・2227系や後継系列である2250系は出力150 kW級の大出力電動機を搭載し、平坦な名古屋線運用において充分すぎるほどの走行性能を備えていた。
2200系（1930年製）は1970年の時点で車齢40年に達しており、車体の老朽化や陳腐化が特に目立つ状況であったが、主電動機（三菱電機MB-211BF）は健全な状態を保っていたため、継続使用が可能だった。この電動機を整備して再利用し、当時最新の1810系・2410系と同等の車体と組み合わせた機器流用車を製作することとし、登場したのが1000系である。1972年から1973年にかけて、20両が近畿車輛で製作された。
なお、1000形 - 1300形の形式番号は奈良線・大阪線の前身である大阪電気軌道で使用されたことがあり、本系列は2代目ということになる。

## 編成 (新造時)
- 1972年7月24日竣工[6][7]
  - 1000系
    - モ1000形モ1001・モ1002：制御電動車 (Mc)
    - サ1150形サ1151：付随車 (T)
    - モ1050形モ1051：中間電動車 (M)
    - ク1100形ク1101・ク1102：制御車 (Tc)

  - 1200系
    - モ1200形モ1201：制御電動車 (Mc)
    - サ1350形サ1351：付随車 (T)
    - モ1250形モ1251：中間電動車 (M)
    - ク1300形ク1301：制御車 (Tc)
- 1973年9月7日竣工[6][7]
  - 1000系
    - モ1000形モ1003 - モ1007：制御電動車 (Mc)
    - ク1100形ク1103 - ク1107：制御車 (Tc)

1972年度は1000系と1200系（初代）の2系列に分けて竣工したが、1200系は冷房装置を搭載して落成したため、別形式とされ、日本の鉄道車両としては珍しい「冷房を装備した吊り掛け駆動の通勤車」となった（詳細後述）。同系列は電算記号も1000系とは異なる「RT」が付与されたが、後述の編入改造によって他の1000系各編成と同じ「T」に改められた。なお、1972年度竣工グループの4両編成2本はいずれも名古屋寄りからTc - M - T - Mcで制御車・付随車と電動車を交互に連結する編成として就役開始している。
|            | ← 近鉄名古屋宇治山田・鳥羽 → |          |          |           |
| 1000系 T01 | ク1101 Tc                    | モ1051 M | サ1151 T | モ1001 Mc |

|             | ← 近鉄名古屋宇治山田・鳥羽 → |          |          |           |
| 1200系 RT01 | ク1301 Tc                    | モ1251 M | サ1351 T | モ1201 Mc |

|                  | ← 近鉄名古屋宇治山田・鳥羽 → |                    |
| 1000系 T02 - T07 | ク1102 - ク1107 Tc           | モ1002 - モ1007 Mc |

## 車体
1970年度製作の1810系および2410系の設計を踏襲した、普通鋼溶接組み立てによる20 m級両開き4扉車体を備えるが、車体幅は約30 mm拡大されている。側窓は下降式で座席はロングシート、1000系は換気装置としてラインデリアを備えるが、1200系は前述の通り冷房装置を搭載して登場した。
1200系の冷房装置は冷房能力8,500 kcal/hの三菱電機CU-14集約分散式冷房装置を1両につき5基ずつ屋根上に搭載し、冷風を天井に設置された風洞経由で送風する構造となったため、屋根断面がラインデリア搭載スペース確保のために扁平でやや角張った印象を与える1000系とは異なり、風洞を通す関係で屋根が高く丸味を帯びたものとなっている。
乗務員室側妻面は中央に貫通扉を配置した3枚窓構成で、新造時には行先表示幕や列車種別表示幕は設置されておらず、車掌台側妻窓下の金具に行先表示板を取り付けて使用した。前照灯はシールドビーム2灯で貫通路上部左右に振り分けて設置し、尾灯・標識灯は丸い列車種別灯の下に横に長い長方形の後部標識灯を組み合わせた、この時代の近鉄通勤車標準仕様の物を妻面左右の腰板部に振り分け設置している。

## 主要機器
前述の通り、一部機器を廃車となった車両などから流用して製造されたため、旧式な吊り掛け駆動方式を採用して新造された。ただし、WNドライブ車との共用および将来の主電動機換装によるWNドライブ車への改造を前提に新造機器が設計されており、WNドライブ車と共通運用が可能な性能が与えられている。

### 主電動機
主電動機は2200系用三菱電機MB-211BF（150 kW）を整備・改修したMB-211BFR2を電動車の各台車に2基ずつ吊り掛け式で装架する。歯数比は種車と同じ56:27（2.07）である。この電動機の大出力から、本系列は吊り掛け時代でも全界磁定格速度55.2 km/h、定格引張力4000 kgによって最高速度は110 km/hに達する。

### 主制御器
制御器は様々な形式からの発生品が流用されたため、1972年度製作車についてはモ1001・モ1002・モ1051の3両が単位スイッチ式の三菱電機ABFM（ABF-204-15MH）、モ1201・モ1251は2回転電動カム軸式の日立製作所NMC（MMC-HT10A・MMC-H10J2）、1973年度製作車については電動カム軸式の日立製作所MMC-HT10Dを搭載する。これらはいずれも主電動機を2基単位で直並列制御する。

### ブレーキ
WNドライブ車との混結を想定して、製造当初からHSC電磁直通ブレーキを新製装備している。名古屋線向けのため、1810系と同様に発電ブレーキは省略された。

### 台車
電動車については将来のWNドライブ車への改造を考慮して吊り掛け駆動とWNドライブの双方に対応可能なトランサム部を持つ近畿車輛製のダイレクトマウント空気ばね付円筒案内式（シュリーレン式）台車KD-75A・KD-75を装着するが、制御車と付随車については名古屋線から養老線や伊賀線への在来車転出の際に余剰となった近畿車輛製の金属ばね台車KD-32を改造した円筒案内式金属ばね台車KD-32G・KD-32Fを装着する。

### 集電装置
廃車発生品の菱枠パンタグラフが再利用され、1000系は各電動車の連結面よりにパンタグラフを1基搭載するが、冷房装備の1200系については集電容量確保のため各電動車にパンタグラフを2基搭載としている。

## 改造
冷房化と車体前面の方向幕設置
1980年から1982年にかけて冷房化が行われ、冷房能力10,500 kcal/hのCU-19が1両あたり4台設置され、旧1200系も含めて車体前面の方向幕設置が行われた。なお、冷房化が行われた電動車のクーラーキセ配置は将来のパンタグラフ増設を考慮したものとされた。これにより、旧1200系との接客面での差異がなくなったことから、旧1200系は1000系に編入され、1982年1月に元1002Fが1008Fとして名古屋寄りからク1108 - モ1008、2月に旧1200系1201Fが1000系1002Fとして名古屋寄りからク1102 - モ1052 - サ1152 - モ1002に改番が行われ、空いた1200系の車番は界磁チョッパ制御車の1200系へ転用された。
高性能化と車番交換と組成変更とサ1150形のトイレ設置
1984年から1986年にかけて駆動方式を旧性能車の吊り掛け駆動方式から高性能車のWNドライブ、制御方式を抵抗制御から界磁位相制御に変更する高性能化が行われた。この際、主電動機は800系や820系の伊賀線転属に伴う改造によって発生したMB-3020-Bを125 kWから132 kWに出力増強の上、MB-3020Eに改称して流用した。歯数比は15:82である。
主制御器は奈良線8000系の界磁位相制御化改造とこれに伴う1C8M制御化によって捻出された日立製作所MMC-HTR-20多段電動カム軸制御器（力行28段）を整備・改造の上でモ1000形に搭載し、界磁制御器はモ1050形に搭載する。また、この制御器変更に伴い、回生ブレーキ機能が付加されたことから、空気ブレーキは回生ブレーキと連係動作するHSC-R電磁直通ブレーキを搭載した。
1984年から1985年にかけて4両編成の1001F・1002F（旧1200系1201F）から着手され、電動車を各車ごとに制御器を搭載する1C4M制御から1基の制御器で2両分の電動機を制御する1C8M制御（ユニット方式）に改造するため、モ1050形とサ1150形の連結位置が入れ替わり、電動発電機を効率的に配置するため、ク1100形ク1101・ク1102（旧1200系ク1300形ク1301）が大容量電動発電機を搭載する1810系ク1910形ク1924・ク1925と車番交換の上で振り替え、4両固定編成2本に組成変更した。この際、モ1000形とモ1050形が隣接する編成となったが、パンタグラフを2基搭載した電動車が隣接することから、1001Fはモ1000形モ1001のパンタグラフを撤去してモ1050形モ1051、1002F（旧1200系1201F）はモ1050形モ1052（旧1200系モ1250形モ1251）のパンタグラフを撤去してモ1000形モ1002（旧1200系モ1200形モ1201）を2基搭載とした。この内、1002F（旧1200系1201F）は製造当初より冷房装置付きで製造されたク1100形ク1102（旧1200系ク1300形ク1301）と車番交換の上で振り替えた1810系ク1910形ク1925と編成を組んだために両先頭車で車体断面の異なる4両固定編成に組成変更した。
1986年に1001F・1002F（旧1200系1201F）にサ1150形（サ1150形サ1152は旧1200系サ1350形サ1351）のトイレ設置が行われた（処理方式は貯蔵タンク式）。
1986年に2両編成の1003F - 1007F・1008F（元1002F）が対象となり、ク1100形ク1103 - ク1107・ク1108（元ク1102）が1810系ク1910形ク1912 - ク1917と車番交換の上で振り替え、1810系サ1960形サ1962 - サ1967をモ1050形モ1053 - モ1058として中間に組み込み、3両固定編成6本に組成変更した。この際、1001F・1002F（旧1200系）と同様にモ1000形とモ1050形（元1810系サ1960形サ1962 - サ1967）が電気的にユニットを組むようになり、モ1000形は電動車2両分の集電容量を確保するため、パンタグラフを運転台側にも増設し、精悍な風貌となった。
以上の改造に伴う車番交換は以下の通り。
- ク1100形 ⇔ ク1910形
  - ク1101・ク1102（旧1200系ク1300形ク1301）・ク1103 - ク1107・ク1108（元ク1102） ⇔ ク1924・ク1925・ク1913 - ク1917・ク1912

この改造により、1000系は4両固定編成と3両固定編成計8本の陣容となった。依然として抑速ブレーキは装備されず、後述の例を除き、大阪線東青山駅以西での営業運転は行われていないため、車両検査や更新改造も名古屋線塩浜検修車庫で行われていたが、2012年に塩浜検修車庫の検査部門が縮小されたため、本形式も大阪線五位堂検修車庫で車両検査が行われており、検査回送時に限り、大阪線に入線するようになった。
1998年2月に名古屋線のL/Cカー導入で余剰となった1001Fが2430系2446Fと編成を分割して相互に組み替え、3両固定編成と4両固定編成各1本に組成変更した。
編成（高性能化後）
|                 | ← 近鉄名古屋宇治山田・鳥羽 → |                  |                  |                   |
| 1000系 T01・T02 | ク1101・ク1102 Tc            | サ1151・サ1152 T | モ1051・モ1052 M | モ1001・モ1002 Mc |

|                  | ← 近鉄名古屋宇治山田・鳥羽 → |                   |                    |
| 1000系 T03 - T08 | ク1103 - ク1108 Tc           | モ1053 - モ1058 M | モ1003 - モ1008 Mc |

車体更新
1991年から1994年にかけて全編成に車体の内外装材交換を中心とする車体更新が行われた。
B更新
1996年から1997年にかけてク1100形ク1103 - ク1108（旧1810系ク1910形ク1912 - ク1917）・モ1050形モ1053 - モ1058（元1810系サ1960形サ1962 - サ1967）に2回目の車体更新（B更新）が行われた。なお、1001F・1002F（旧1200系1201F）とモ1000形モ1003 - モ1007・モ1008（元モ1002）にはB更新が行われていない。
車体連結部の転落防止幌設置
2012年から2013年にかけて1004F - 1007F・1008F（元1002F）に車体連結部の転落防止幌設置が行われた。

## アートライナー
- 1007F：名泗コンサルタント（2012年9月 - 運転終了）

## 運用

### 現ダイヤでの運用
名古屋線の準急・普通を中心に、一部は山田線・鳥羽線でも運用されている。ワンマン運転には対応しておらず、通常は湯の山線・鈴鹿線のワンマン列車に使用されない。

### 過去の運用
先述のWNドライブおよび3両固定編成化以前は大阪線東青山駅以東で、ワンマン運転移行以前は湯の山線や鈴鹿線普通列車でも運用されていた。吊掛駆動時代でも、所期の設計通り、高性能車との併結運転も少ないながら行われていた。
4両編成（2007年消滅）
大阪線所属車両
- ク1101・サ1151

2430系2446Fと4両固定編成を組成した1001Fのク1100形ク1101・サ1150形サ1151は大阪線系統で使用されており、2610系（ロングシート車）および2800系2817F、1400系1407Fと共通で運用されていた。
名古屋線所属車両
- 1002F（旧1200系1201F）

名古屋線系統でのみ使用されており、2610系・2800系改造L/Cカー、1200系1211F・1212F、5800系5812Fと共通で運用されていた。

## 廃車
先述の高性能化による旧ク1100形（ク1102は旧1200系ク1300形ク1301）の車番交換を除き、2004年3月に1002F（旧1200系1201F）、2007年2月から2022年11月にかけて1001F・1003F・1006F・1007Fが廃車となっており、この時点で残る1004F・1005F・1008F（元1002F）の9両は明星検車区に配置されている。名古屋線においては1810系と同様に最古参系列となっている。